# Aja Naomi King

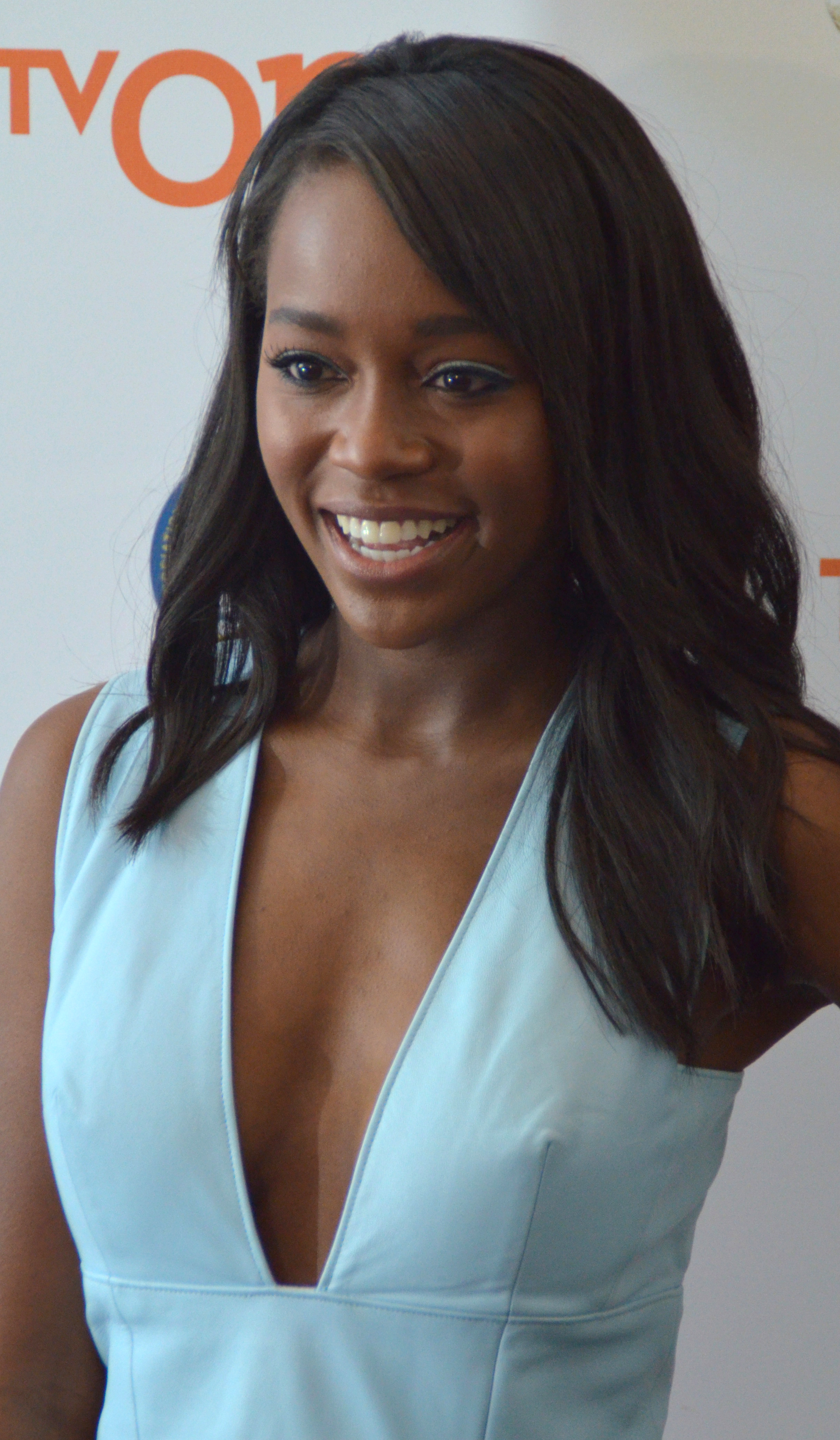
Aja Naomi King (2014)

Aja Naomi King (* 11. Januar 1985 im Los Angeles County, Kalifornien) ist eine US-amerikanische Schauspielerin, die vor allem durch ihre Rolle der Cassandra Kopelson in der Krankenhausserie Emily Owens internationale Bekanntheit erlangte.

## Leben und Karriere
King wuchs in der Kleinstadt Walnut auf. Ihre anfänglichen Pläne eine Laufbahn als Ärztin einzuschlagen, verwarf sie im Junior-Jahr an der High School, da ihre Noten in Mathematik und Naturwissenschaften für sie persönlich unzureichend waren. Nachdem sie bereits in jungen Jahren ihre Schauspielkarriere begonnen und dabei unter anderem in der High School einige Erfahrungen gesammelt hatte, wechselte sie im fortgeschrittenen Alter an die University of California, Santa Barbara, wo sie ebenfalls als Schauspielerin im Einsatz war. Zu ihren Schauspiellehrern gehörten hierbei Irwin Appel, Risa Brainin und Tom Whitaker; ihre Stimmausbildung absolvierte sie bei Michael Morgan; ihr Lehrer für Bewegungsabläufe war James Donlon, der unter anderem an Filmen wie Dolores (1995) oder Die Liebe in den Zeiten der Cholera (2007) mitwirkte.
Unter Appel spielte sie an der Universität an den Stücken Angels in America von Tony Kushner und Pentecost von David Edgar mit; des Weiteren war sie unter Appel am Shakespeare Santa Barbara beim Stück Die Komödie der Irrungen beteiligt. Außerdem spielte sie am Raven Playhouse in North Hollywood im Drama Richard III. mit, wo ihr die Rolle der Lady Anne zuteilwurde. Mit einem „Bachelor of Fine Arts in Acting“ ging es für die junge Nachwuchsschauspielerin an die Yale School of Drama nach New Haven, Connecticut. Dort wurde sie von einer Reihe hochkarätiger Hochschullehrer ausgebildet und in einer Vielzahl zum Teil international bekannter Stücke eingesetzt; zudem wurde sie vermehrt in komödiantischen Stücken und Kabaretts eingesetzt. Neben zwei Einsätzen am 1968 gegründeten Yale Cabaret wies sie auch neun Einsätze auf der Hauptbühne der Yale School of Drama und zwei Auftritte am Yale Repertory Theatre auf. 2010 beendete sie ihre Ausbildung in Yale mit einem Master of Fine Arts.
Etwa ab dieser Zeit startete auch ihre eigentliche Karriere als Schauspielerin in Film und Fernsehen. Nachdem sie bereits 2008 im Kurzfilm Gloria Mundi zu sehen war, hatte die junge Schauspielerin, die der Actors’ Equity Association (kurz: AEA) angehört, Auftritte in jeweils zwei weiteren Kurzfilmen. So war sie im 20-minütigen A Basketball Jones in der Rolle der Sara Walker zu sehen und war ein Celebrity im 33-minütigen Drama Eve von Sarah Lasley, einer Yale-Absolventin mit Abschlussjahr 2008. Außerdem war sie in diesem Jahr auch in der zweiten Episode der ersten Staffel der CBS-Krimiserie Blue Bloods – Crime Scene New York zu sehen. 2011 übernahm sie eine Rolle im Kinofilm Algebra in Love, in den Hauptrollen unter anderem mit Greta Gerwig, Adam Brody, Analeigh Tipton, Carrie MacLemore, Megalyn Echikunwoke, Hugo Becker oder Ryan Metcalf.
Ein Jahr später war sie an der Seite von Wendell Pierce, E.J. Bonilla oder Emory Cohen im Filmdrama Four, welches am 15. Juni 2012 am Los Angeles Film Festival seine Premiere feierte und über ein Jahr später offiziell veröffentlicht wurde, zu sehen. Im Independent-Film übernahm sie die Rolle der Filmtochter von Wendell Pierce und wurde mit dem Hauptcast des Films bei der Premiere mit einem „Audience Award“ in der Kategorie „Best Performance in a Narrative“ ausgezeichnet. Dabei setzte sich der Film in seiner Kategorie gegen neun andere Filme mit, zum Teil, Topbesetzung durch; weitere Auszeichnungen und Nominierungen sollten folgen. Zusätzliche Auftritte hatte sie in diesem Jahr auch noch im rund neunminütigen Kurzfilm Love Synchs sowie in einer Folge von Person of Interest. Der eigentliche Durchbruch folgte noch im gleichen Jahr, als sie in der Hauptrolle der Assistenzärztin Cassandra Kopelson in der nur kurzlebigen Krankenhausserie Emily Owens zu sehen war. Die von The CW bestellte Serie wurde nach nur einer ausgestrahlten Staffel mit 13 Episoden eingestellt, nachdem die Zuschauerzahlen bereits bei der Premiere nur mittelmäßig waren und im Laufe der Zeit immer weniger Zuschauer Interesse an der Serie zeigten. King stellte dabei in allen 13 Episoden die Antagonistin der von Mamie Gummer gespielten Emily Owens dar.
Im Jahr 2013 folgten für die gebürtige Kalifornierin weitere Engagements in Film und Fernsehen; so war sie etwa im Pilotfilm der Satirezeitschrift The Onion mit dem Titel Onion News Empire zu sehen, welcher erstmals auf Amazon.com veröffentlicht wurde. Eine weitere große Rolle hatte sie in diesem Jahr im Thriller 36 Saints, der am 6. September 2013 in die US-Kinos kam und in dem unter anderem Donna McKechnie, Franky G, Jeffrey De Serrano, Britne Oldford oder Chris Riggi mitwirkten. Des Weiteren war sie in einer Episode von Jon Bokenkamps Serie The Blacklist zu sehen. 2014 spielte sie in der Fernsehserie Black Box eine wiederkehrende Figur in acht Folgen und übernahm eine Nebenrolle in der Liebeskomödie Wie schreibt man Liebe?, einem Film von Marc Lawrence, in den Hauptrollen unter anderem mit Hugh Grant und Marisa Tomei besetzt. Hugh Grant spielt darin einen ehemals erfolgreichen Drehbuchautoren, der Ende der 1980er auch einen Oscar für das „Beste Originaldrehbuch“ gewinnen konnte, allerdings an seine alten Erfolge nicht mehr anschließen kann.
Bisher sind lediglich drei deutsche Synchronsprecherinnen Kings bekannt. Zum einen lieh ihr Esra Vural, bekannt als Feststimme von Ashley Tisdale und Stimme zahlreicher weiterer bekannter Schauspielerinnen, die deutsche Stimme in Person of Interest; zum anderen wurde sie in Emily Owens von der ebenfalls sehr einsatzstarken Ilona Brokowski synchronisiert, sowie von Shandra Schadt in How to Get Away with Murder.
Im Juni 2021 gab sie auf Instagram bekannt, zum ersten Mal Mutter geworden zu sein.

## Filmografie
Filmauftritte (auch Kurzauftritte)
- 2008: Gloria Mundi (Kurzfilm)
- 2010: A Basketball Jones (Kurzfilm)
- 2010: Eve (Kurzfilm)
- 2011: Algebra in Love (Damsels in Distress)
- 2012: Four
- 2012: Love Synchs (Kurzfilm)
- 2013: Onion News Empire (Pilotfilm)
- 2013: 36 Saints
- 2014: Wie schreibt man Liebe? (The Rewrite)
- 2015: Reversion
- 2016: The Birth of a Nation – Aufstand zur Freiheit (The Birth of a Nation)
- 2017: Mein Bester & Ich (The Upside)
- 2019: A Girl from Mogadishu
- 2020: Sylvie’s Love
- 2020: The 24th
- 2021: Boxing Day
- 2022: A Little White Lie
- 2024: The Knife

Serienauftritte (auch Gast- und Kurzauftritte)
- 2010: Blue Bloods – Crime Scene New York (Blue Bloods) (1 Folge)
- 2012: Person of Interest (1 Folge)
- 2012–2013: Emily Owens (Emily Owens, M.D.) (komplette Serie; 13 Folgen)
- 2013: The Blacklist (1 Folge)
- 2014: Deadbeat (1 Folge)
- 2014: Black Box (8 Folgen)
- 2014–2020: How to Get Away with Murder (90 Folgen)
- 2018: Scandal (Folge 7x12)
- 2023: Eine Frage der Chemie (Lessons in Chemistry) (8 Folgen)

## Nominierungen und Auszeichnungen
| Tabellarische Übersicht der Auszeichnungen und Nominierungen | Tabellarische Übersicht der Auszeichnungen und Nominierungen | Tabellarische Übersicht der Auszeichnungen und Nominierungen     | Tabellarische Übersicht der Auszeichnungen und Nominierungen      | Tabellarische Übersicht der Auszeichnungen und Nominierungen |
| Jahr                                                         | Auszeichnung                                                 | Für                                                              | Kategorie                                                         | Resultat                                                     |
| ------------------------------------------------------------ | ------------------------------------------------------------ | ---------------------------------------------------------------- | ----------------------------------------------------------------- | ------------------------------------------------------------ |
| 2012                                                         | Audience Award beim Los Angeles Film Festival                | Four (zusammen mit Wendell Pierce, E.J. Bonilla und Emory Cohen) | Best Performance in a Narrative                                   | Gewonnen                                                     |
| 2015                                                         | NAACP Image Award                                            | How to Get Away with Murder                                      | Beste Nebendarstellerin in einer Dramaserie                       | Nominiert                                                    |
| 2017                                                         | NAACP Image Award                                            | The Birth of a Nation – Aufstand zur Freiheit                    | Beste Schauspielerin                                              | Nominiert                                                    |
| 2024                                                         | NAACP Image Award                                            | Eine Frage der Chemie                                            | Beste Schauspielerin                                              | Nominiert                                                    |
| 2017                                                         | Black Reel Awards                                            | The Birth of a Nation – Aufstand zur Freiheit                    | Outstanding Breakthrough Performance, Female                      | Nominiert                                                    |
| 2024                                                         | Emmy                                                         | Eine Frage der Chemie                                            | Beste Nebendarstellerin in einer Mini-Serie oder TV-Film          | Ausstehend                                                   |
| 2024                                                         | Gold Derby Awards                                            | Eine Frage der Chemie                                            | Beste Nebendarstellerin in einem Fernsehfilm oder einer Miniserie | Nominiert                                                    |
| 2024                                                         | Critics’ Choice Television Awards 2024                       | Eine Frage der Chemie                                            | Beste Nebendarstellerin in einem Fernsehfilm oder einer Miniserie | Nominiert                                                    |